# جامعة بروناي للتكنولوجيا
جامعة بروناي للتكنولوجيا (بالجاوية: يونيبرسيتي تيكنولوݢي بروني)‏؛ (بالملايوية: Universiti Teknologi Brunei)‏؛ (ويتم اختصارها إلى UTB؛ (بالإنجليزية: University of Technology Brunei)‏) هي جامعة بحثية وطنية تقع في مدينة بندر سري بكاوان بـ بروناي. أُنشئ المعهد في عام 1986 ليكون أحد مؤسسات التعليم العالي، حيث يقدم برامج الدبلوما الوطنية العليا في تخصصات الهندسة، وإدارة الأعمال، والحوسبة. رُفعت درجة المؤسسة في عام 2008 إلى مرتبة «جامعة»، مما أسفر عن تغيير اسمها من «Institut Teknologi Brunei» إلى «Universiti Teknologi Brunei».

## التاريخ
تقدم وزير التربية والتعليم في تشرين الثاني/نوفمبر عام 1980، باقتراحٍ على الحكومة بإنشاء معهدٍ للتكنولوجيا ببروناي. وكان الغرضُ من اقترحه فكرة إنشاء تلك الجامعة، هو التوسع في تقديم الخدامات التعليمية بالعلوم والتكنولوجيا في مدينة بروناي دار السلام. وقامت الحكومة بالموافقة على إنشاء الجامعة بعد مرور عامين من الاقتراح.
ونظرًا لتطلب المعهد للوقت اللازم حتى يتم الانتهاء من أعمال الإنشاء، فقد تم تطوير وإنشاء مركز بروناي للعلوم والتكنولوجيا (Pusat Latihan Teknikal Brunei) وذلك كفرعٍ تابعٍ للجامعة. وكخطوة تجاه دعم المؤسسة أثناء أنشأها، قامت جامعة ليدز ميتروبوليتان في عام 1985، بمساعدة المعهد في تطوير مناهجه التعليمية وشراء الكتب والمعدات المتطلبة، بالإضافة إلى تعيين الموظفين والتعاقد مع آخرين من المملكة المتحدة. واستقبل المعهد أولى دفعاته بعد مضي أقل من خمسة أشهر.

## البحث العلمي
تركز الجهود البحثية على الغاز والمواد النفطية والتقنيات البيئية والمائية.
- أُسّس مركز أبحاث النقل والمواصلات (بالإنجليزية: Centre for Transport Research)‏ ويُعرف اختصارَا بـ CfTR بغرض إجراء أنشطة بحثية تضم الدراسات السياسية، ونمّذجة النقل، ونظم النقل الذكية، وتركز على المجالات المتعلقة بالسلامة المرورية، والطرق السريعة، والتقنيات الجيولوجية وحركة المرور. ومُؤخرًا، تم إنشاء مركز للابتكارات الهندسية الذي يهدف لأن يصبح مركزًا للأبحاث متعددة التخصصات.[1][3]
- شُيّد مركز لأبحاث السلامة المرورية من أجل دعم وضع السياسات والاستراتيجيات المتعلقة بالسلامة على الطرق من خلال الأدلة المستمدة من البحوث، والتواريخ والتوصيات، التي تم جمعها.[3]

## الوصف العام
تُعد جامعة بروناي للتكنولوجيا منزلًا لما يقارب الـ 2,303 طالبًا و140 عضوًا من أعضاء هيئة تدريس الجامعة. وقد تخرج من الجامعة 128 طالبًا و4,483 طالبًا من الحاصلين على الشهادة الوطنية العليا (بالإنجليزية: Higher National Diploma)‏. يتمُّ تقديم البرامج الأكاديمية في الجامعة من قِبل كليات الحوسبة وتكنولوجيا المعلومات، الهندسة، وإدارة الأعمال:
- يتواجد بكلية الهندسة عدة أقسام مثل الهندسة المعمارية، الهندسة الكهربائية، الهندسة الميكانيكية، والهندسة النفطية والكيميائية.
- يتواجد بكلية الحاسبات والمعلومات عدة برامج، مثل الحوسبة الإبداعية، ونظم المعلومات الحاسوبية وأمن الشبكات الحاسوبي.
- تقوم كلية إدارة الأعمال بتقديم برامج في الاقتصاد، المحاسبة، والإدارة.
- يقدم مركز التواصل والتعليم والتعلم (بالإنجليزية: The Centre for Communication, Teaching and Learning)‏ الدعم للكليات والمنشآت التعليمية من حيث إتقان الطلاب للغة وتنمية مهاراتهم الشخصية.[1]

## البرامج الأكاديمية

### أقسام كليات الهندسة

#### الهندسة المدنية
- بكالوريوس الهندسة (مع مرتبة الشرف) في الهندسة المدنية
- بكالوريوس الهندسة (مع مرتبة الشرف) في الهندسة الإنشائية والمدنية

#### الهندسة الكهربائية والإلكترونية
- بكالوريوس الهندسة (مع مرتبة الشرف) في هندسة الكهرباء وإلكترونيات
- بكالوريوس الهندسة (مع مرتبة الشرف) في هندسة الميكاترونكس

#### الهندسة الميكانيكية
- بكالوريوس الهندسة (مع مرتبة الشرف) في الهندسة الميكانيكية

#### هندسة النفط والمواد الكيميائية
- بكالوريوس الهندسة (مع مرتبة الشرف) في الهندسة البترولية – برنامج تعاوني (2+2) مع جامعة نيو ساوث ويلز، بأستراليا
- بكالوريوس الهندسة (مع مرتبة الشرف) في الهندسة الكيميائية

### كلية إدارة الأعمال
- بكالوريوس إدارة الأعمال (مع مرتبة الشرف) في الشؤون المالية وإدارة المخاطر
- بكالوريوس إدارة الأعمال (مع مرتبة الشرف) في المحاسبة ونظم المعلومات
- بكالوريوس إدارة الأعمال (مع مرتبة الشرف) في التسويق ونظم المعلومات
- بكالوريوس إدارة الأعمال (مع مرتبة الشرف) في الاقتصاد التطبيقي والشؤون المالية
- بكالوريوس إدارة الأعمال (مع مرتبة الشرف) في نظم معلومات الأعمال
- بكالوريوس إدارة الأعمال (مع مرتبة الشرف) في إدارة التكنولوجيا
- بكالوريوس إدارة الأعمال (مع مرتبة الشرف) في نظم معلومات الأعمال (بالدوام الجزئي)

### كلية الحوسبة والنظم المعلوماتية
- بكالوريوس العلوم (مع مرتبة الشرف) في الإعلام الرقمي
- بكالوريوس العلوم (مع مرتبة الشرف) في الوسائط المتعددة الإبداعية
- بكالوريوس العلوم (مع مرتبة الشرف) في الحوسبة عبر الشبكة العنكبوتية
- بكالوريوس العلوم (مع مرتبة الشرف) في الحوسبة
- بكالوريوس العلوم (مع مرتبة الشرف) في الحوسبة باستخدام تحليل البيانات
- بكالوريوس العلوم (مع مرتبة الشرف) في الشبكات الحاسوبية والأمن السيبراني
- بكالوريوس العلوم (مع مرتبة الشرف) في الحوسبة عبر الشبكة العنكبوتية (بالدوام الجزئي)

### كلية الرياضيات والعلوم التطبيقية
- بكالوريوس العلوم (مع مرتبة الشرف) في الاقتصاد والرياضيات التطبيقية
- بكالوريوس العلوم (مع مرتبة الشرف) في التكنولوجيا والعلوم الغذائية

### مركز التواصل والتعليم والتعلم
يوفر المركز الاحتياجات اللغوية والمهارات اللازمة لكليات الهندسة وإدارة الأعمال والحوسبة وكلية الرياضيات والعلوم التطبيقية. وتهدف مهارات التواصل إلى إعداد الطلاب على التواصل بالأساليب الكتابية والشفهية في المجالات الهندسية أو التجارية. ويتعلم الطلاب من خلال الفيديوهات التفاعلية والدورات التدريبية وجلسات المحاكاة كيف يحسنون من مهارات تواصلهم.
- يقدم قسم اللغة بالجامعة دورات تعليمية في اللغة العربية والكورية واليابانية والملاوية والصينية.
- يتم تدريس نظم الفكر الفلسفي الوطني والمعروف أيضًا باسم «ميلايو إسلام بيراجا» بشكل إلزامي على كل الدارسين بالجامعة.

### الإنجازات
- حازت «جامعة بروناي للتكنولوجيا» في عام 2010 على «جائزة أفضل كلية آسيوية رائدة في مجال إدارة الأعمال» في حفل للجوائز الإقليمية أقيم بـ سنغافورة.

## وصلات خارجية
- الموقع الرسمي لجامعة بروناي للتكنولوجيا